# سانت ايفيس

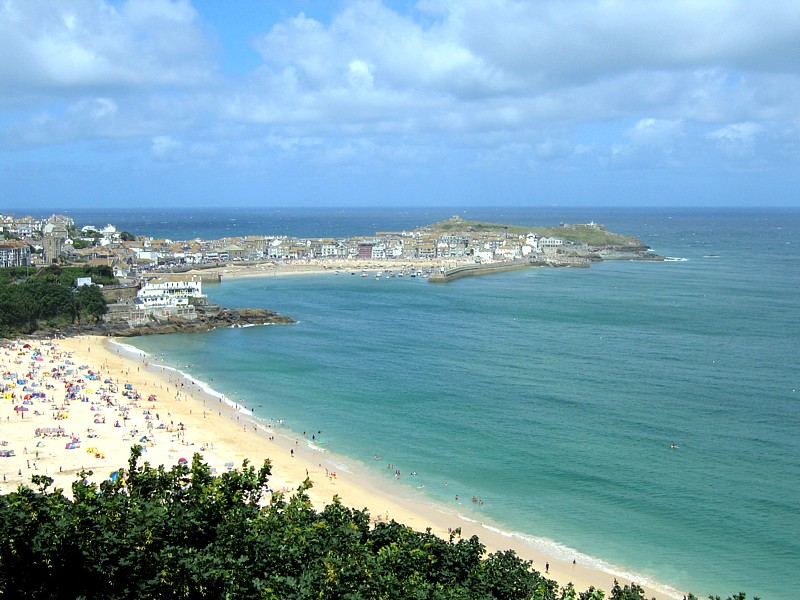
سانت ايفيس

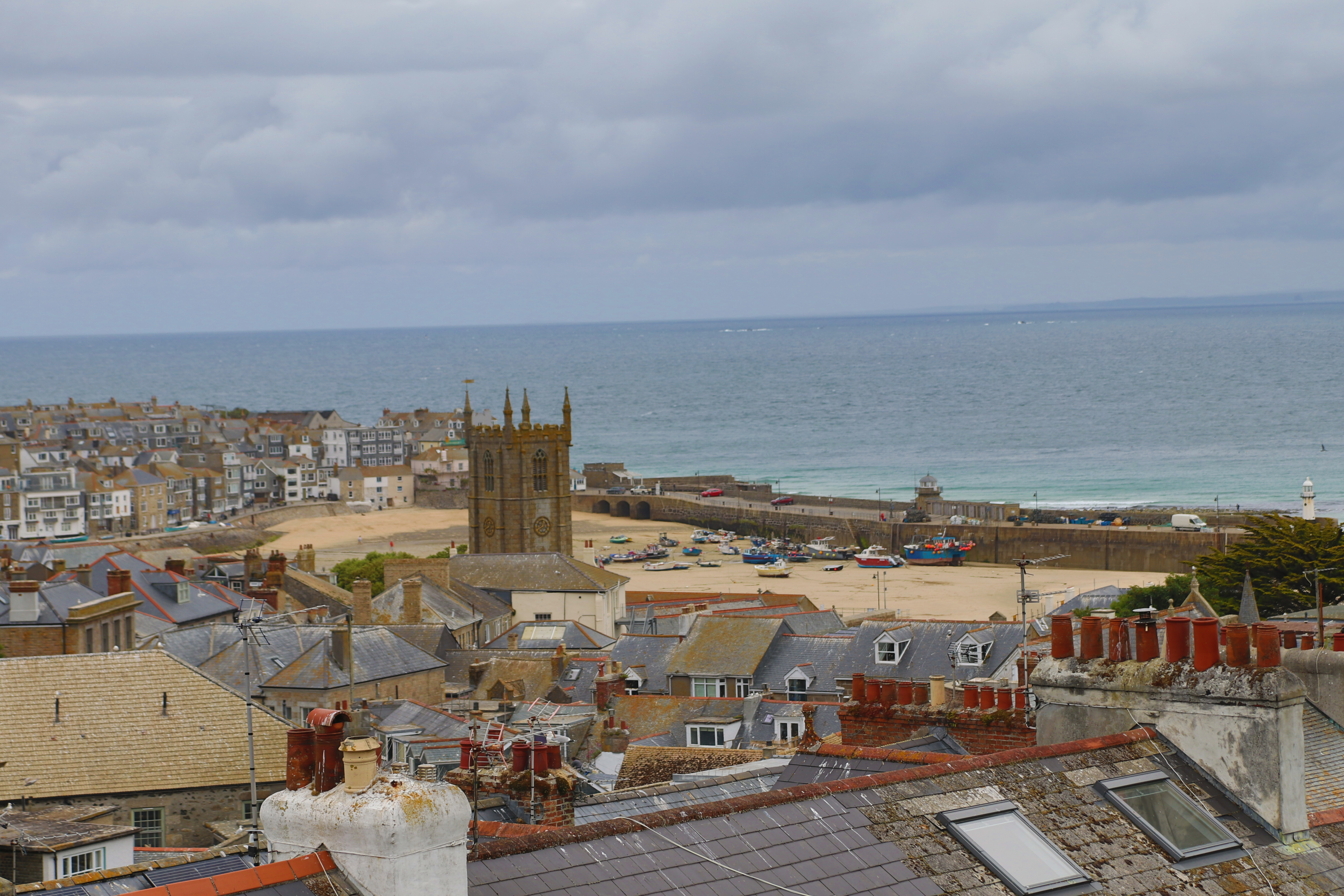
سانت آيفز كورنوال

سانت ايفيس هي مدينة ساحلية وميناء في كورنوال ، إنجلترا. وتقع المدينة شمال اندز وغرب كامبورن على ساحل بحر سلتيك. في الماضي كانت المدينة تعتمد تجاريا على صيد الأسماك. لكن لاحقاً تراجع معدل الصيد و سبب ذلك تحولا في التركيز التجاري، المدينة الآن في المقام الأول تعتبر منتجع شهير لقضاء العطلات، وقد حققت لقب أفضل شاطئ في المملكة المتحدة في عامي 2010 و2011 و2012. تعتبر سانت ايفيس مدينة ضمت كثير من الفنانين الشهيرين امثال باربرا هيبورث.

## أعلام
- محمد مارمادوك بكتال
- وارويك وارد
- باربرا هيبورث
- توماس جي. روز
- برايان بارون